# Étienne Léopold Trouvelot

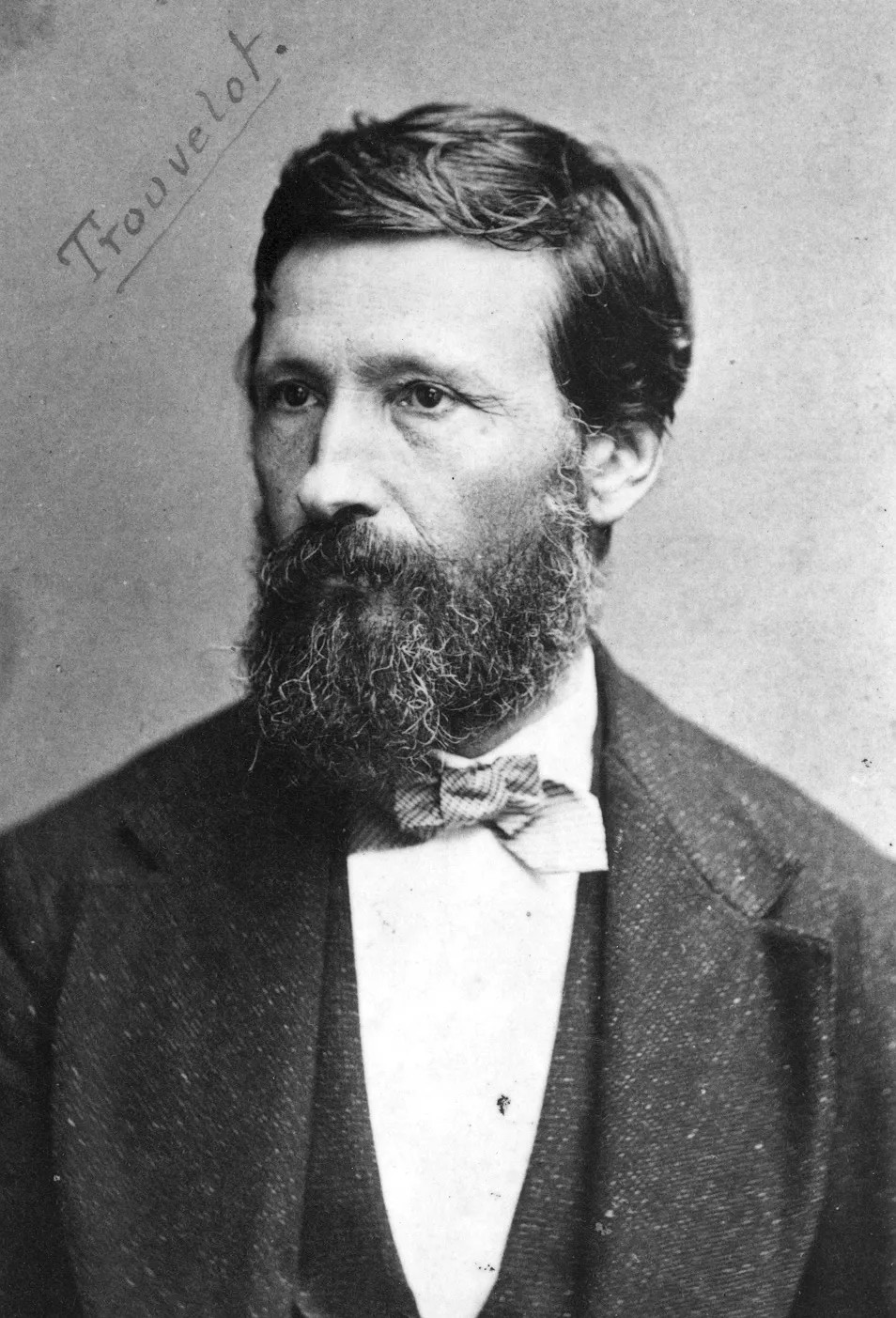
Trouvelot um 1870

Étienne Léopold Trouvelot (* 26. Dezember 1827 in Guyencourt, Département Aisne; † 22. April 1895 in Meudon) war ein französischer Astronom, wissenschaftlicher Illustrator und Entomologe.

## Leben

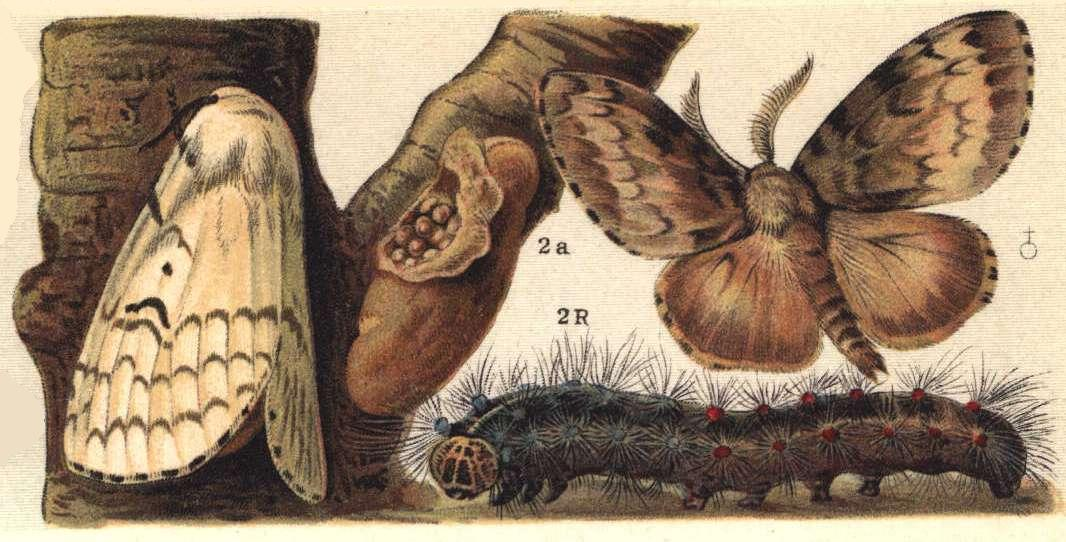
Schwammspinner

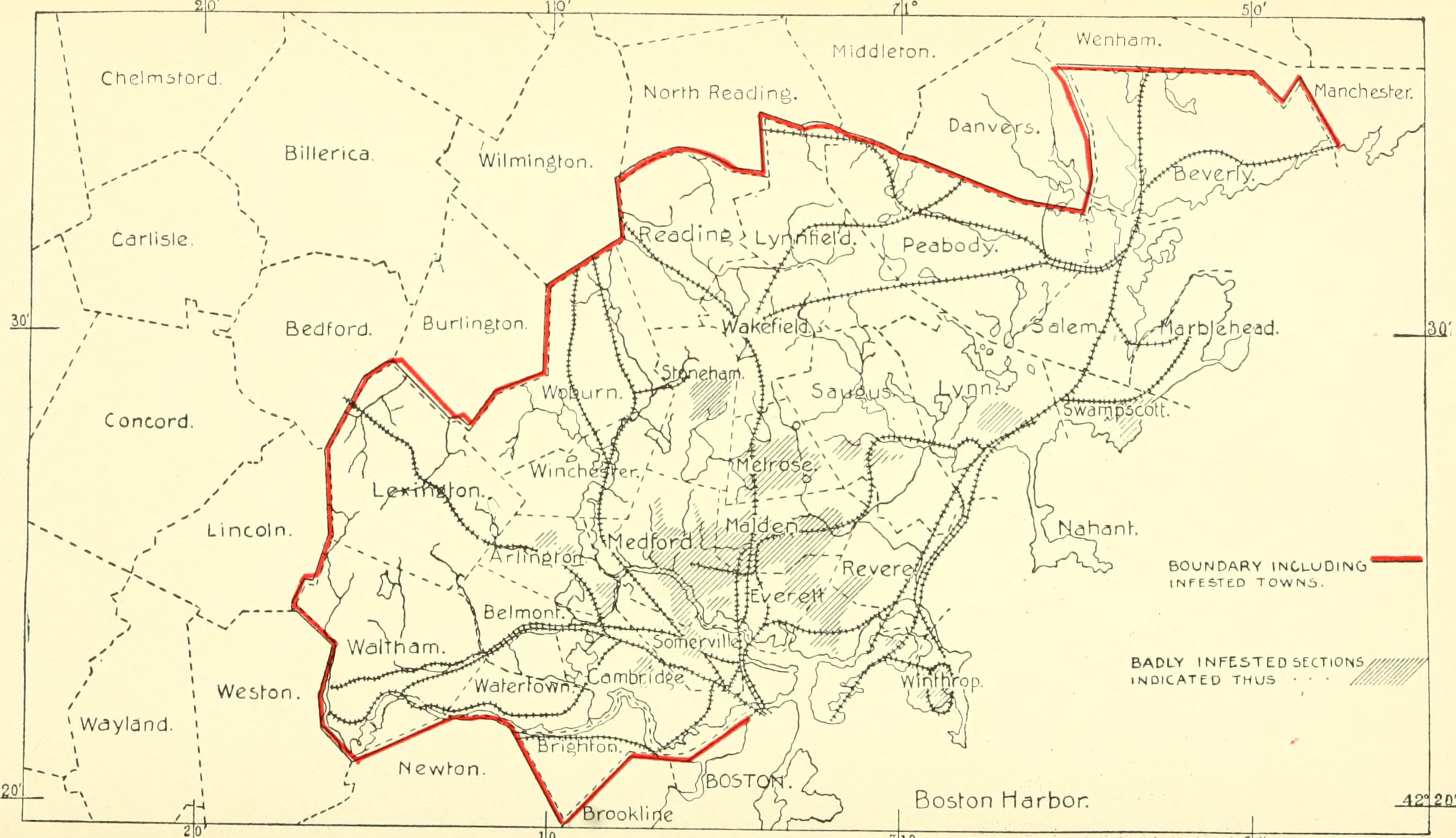
Ausbreitung um Medford (Massachusetts) im Jahr 1888

Über die erste Phase seines Lebens in Frankreich ist wenig bekannt. Er scheint jedoch politisch engagiert gewesen zu sein, denn nach dem Staatsstreich von Louis Napoleon 1852 emigrierte er 1857 in die USA, wo er sich unter anderem mit Seidenzucht beschäftigte. Seine Experimente mit der von ihm kultivierten amerikanischen Art Antheraea polyphemus aus der Familie der Pfauenspinner und die gegen Krankheiten resistente europäische Art des Schwammspinners (Lymantria dispar) zeitigten allerdings fatale Folgen. Er hatte zu experimentellen Zwecken 1869 Eier letzterer Spezies importiert. Leider entkamen einige Exemplare und begannen sich in der Umgebung von Medford, Massachusetts, wo Trouvelot mit seiner Familie damals lebte, zu vermehren. Trouvelot war sich der Gefahr bewusst, man beachtete seine Warnungen aber nicht, bis 1886 der Befall in der Nachbarschaft manifest wurde.
Mitte der 1890er Jahre hatte der Schwammspinner sich über ganz Massachusetts und seitdem über erhebliche Teile Nordamerikas ausgebreitet. Er verursacht inzwischen jährliche Schäden im Bereich der Hunderte von Millionen Dollar.
Bekannt wurde Trouvelot in den folgenden Jahren als Astronom und da vor allem als talentierter Beobachter und Schöpfer qualitativ hochwertiger astronomischer Illustrationen. The Trouvelot Astronomical Drawings, eine Serie farbiger Reproduktionen seiner Zeichnungen, fand weite Beachtung, wenn auch keine weite Verbreitung, da die mit chromolithographischer Technik hergestellten 15 großformatigen Tafeln (965 × 760 mm) mit einem Begleitband seinerzeit 125 Dollar kosteten.
Als Mitglied der Boston Society of Natural History hatte er zunächst Beiträge zur Entomologie geliefert, ab Anfang der 1870er wandte sich aber sein Interesse der Astronomie zu. Durch seine Bekanntschaft mit Joseph Winlock (1826–1875), damals Direktor des Harvard-College-Observatoriums, wurde er 1872 dessen Mitarbeiter und erhielt ab 1875 Zugang zum 26"-Refraktor des United States Naval Observatory, damals das größte Linsenteleskop der Welt.
1882 kehrte er nach Frankreich zurück und wurde Mitarbeiter von Jules Janssen am 1875 neu gegründeten Observatoriums in Meudon. 1883 nahm er an der Expedition zur Beobachtung einer totalen Sonnenfinsternis auf den Karolineninseln teil. Bei dieser Gelegenheit versuchte er zusammen mit Johann Palisa auch, einen hypothetischen sonnennahen Planeten zu lokalisieren, der die Periheldrehung des Merkur hätte erklären können. Die Suche blieb ohne Ergebnis, da für die Bahnanomalie des Merkur relativistische Effekte verantwortlich sind.

## Leistungen
Trouvelot verfasste Dutzende von Artikeln zu Astronomie und Zoologie und fertigte im Lauf seines Lebens Tausende von astronomischen Zeichnungen und Beobachtungsskizzen an, die zu einer Zeit, als die astronomische Photographie noch in den Kinderschuhen steckte, zum besten zählte, was insbesondere im Bereich der Abbildung von Planeten zu haben war. Er verwendete bei seinen Beobachtungen ein Gitter, wodurch er bei den wiedergegebenen Sternpositionen eine Genauigkeit von 6 Bogensekunden erzielte.
Ein Schwerpunkt seiner Interessen war die Sonne. Über tausend seiner Zeichnungen von Sonnenflecken befinden sich in den Beständen des Harvard-College-Observatoriums. 1877 wurde Trouvelot Mitglied der American Academy of Arts and Sciences.
Neben diesen Verdiensten um die Astronomie genießt er (vor allem in den USA) den zweifelhaften Ruf eines Mannes, der für die Einführung eines Schädlings, der alljährlich große Waldflächen in den USA vernichtet,  unmittelbar verantwortlich ist. Es ist der einzige Fall, dass die Verantwortung für die Einführung einer invasiven Art einem einzelnen Individuum direkt zugeordnet werden kann, was allerdings wohl nicht möglich wäre, hätte Trouvelot über seine versehentliche Freisetzung Schweigen bewahrt.
Der Mondkrater Trouvelot und der Marskrater Trouvelot sind nach ihm benannt.

## Werke (Auswahl)
- Astronomical sketches taken at the Harvard College Observatory.
- Observations on Jupiter. Boston 1881.
- The Trouvelot Astronomical Drawings. Scribner, New York 1882 – Mappe mit 15 Chromolithographien
- The Trouvelot Astronomical Drawings Manual. Scribner, New York 1882 – Begleitband zur Mappe, Digitalisat
- Observations sur les planètes Vénus et Mercure. Paris 1892.

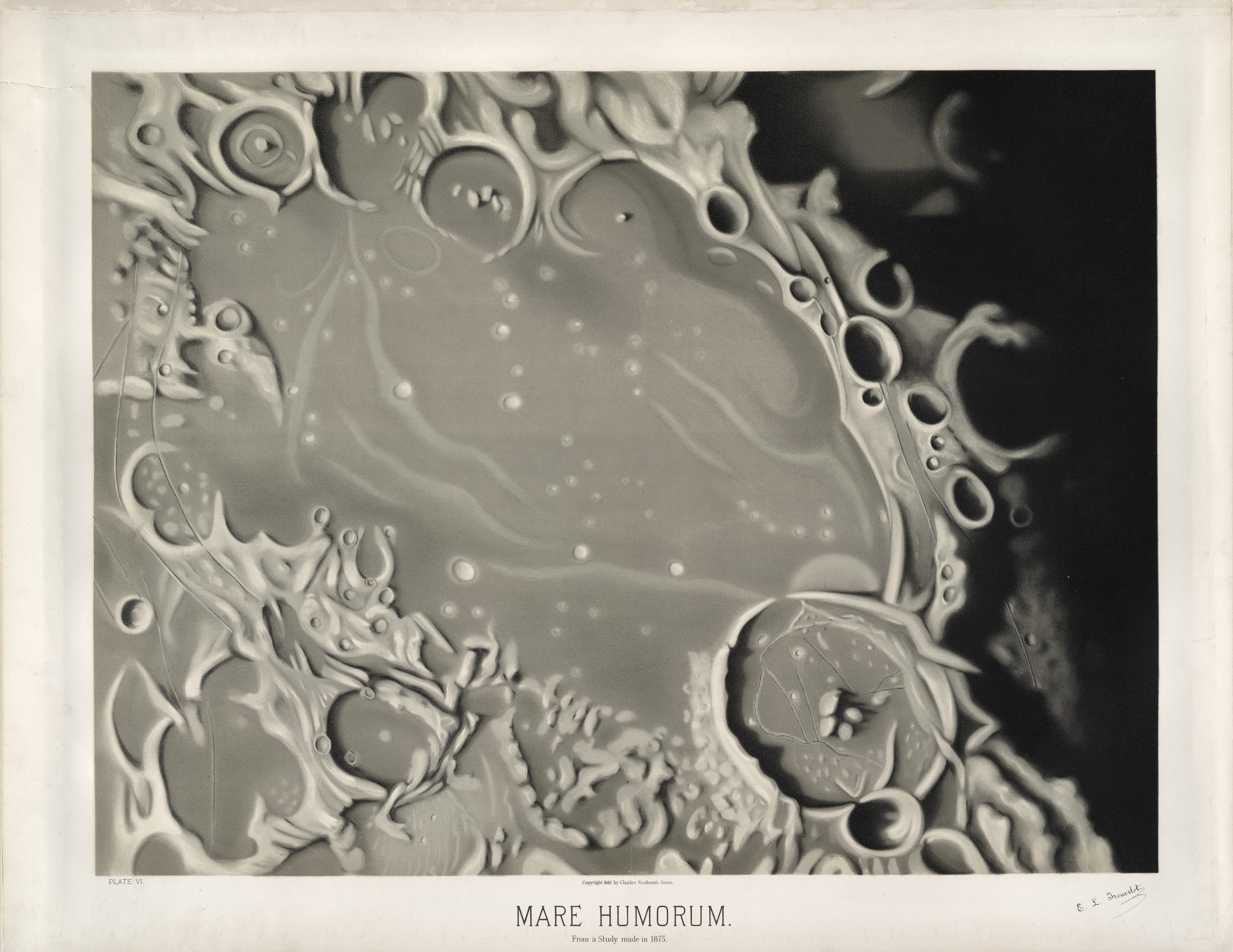
Mare Humorum
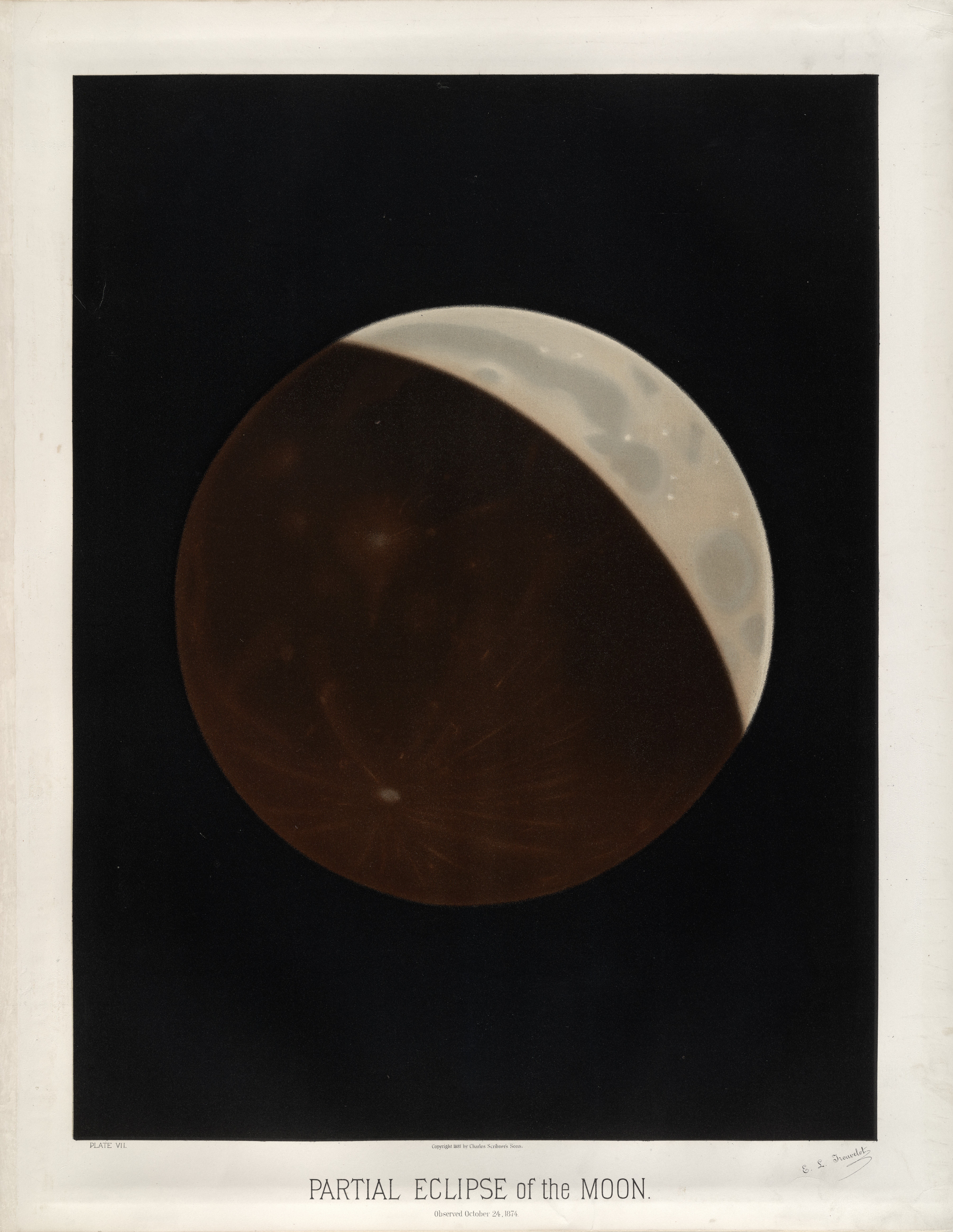
Partielle Mondfinsternis 1874
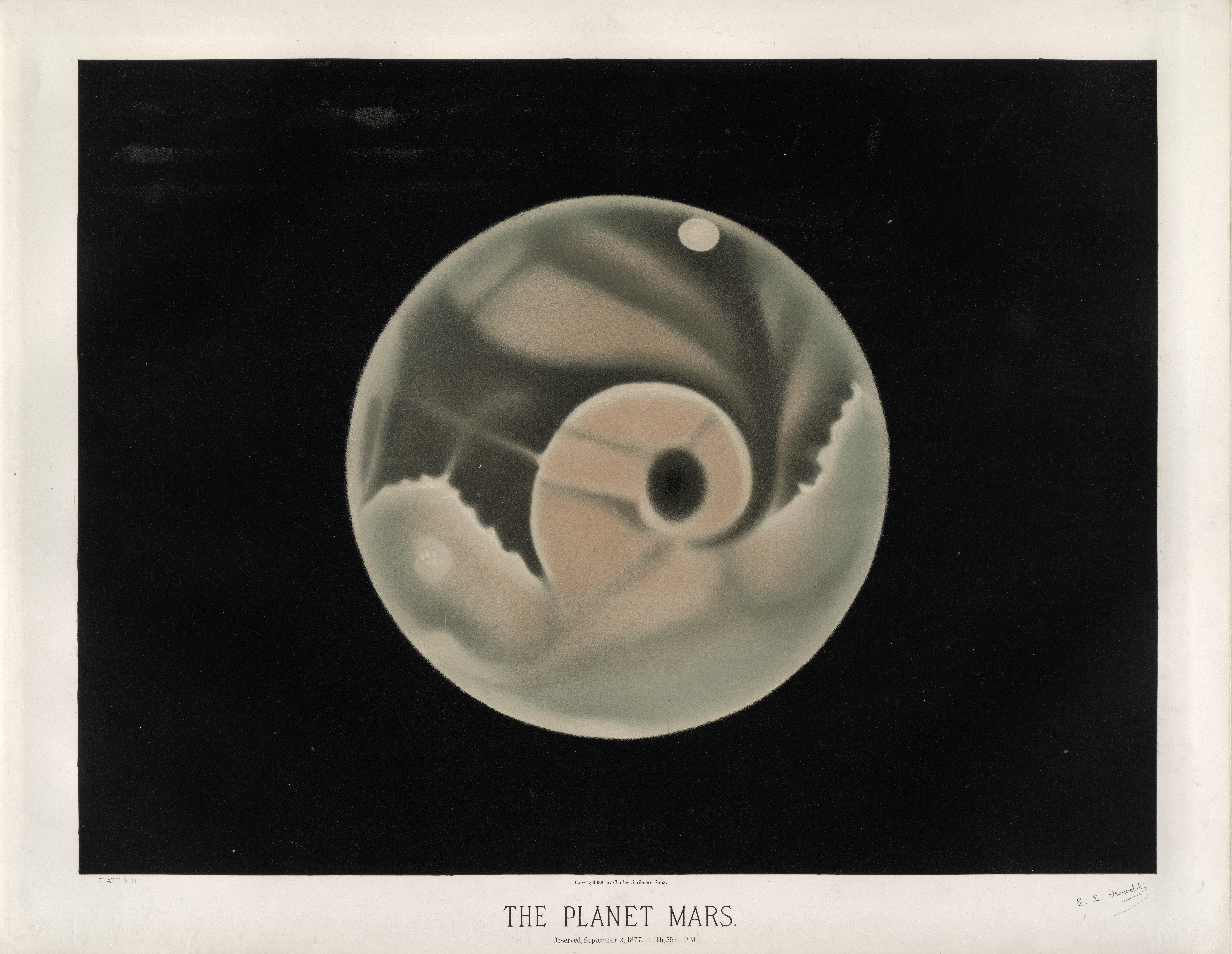
Mars (Planet)
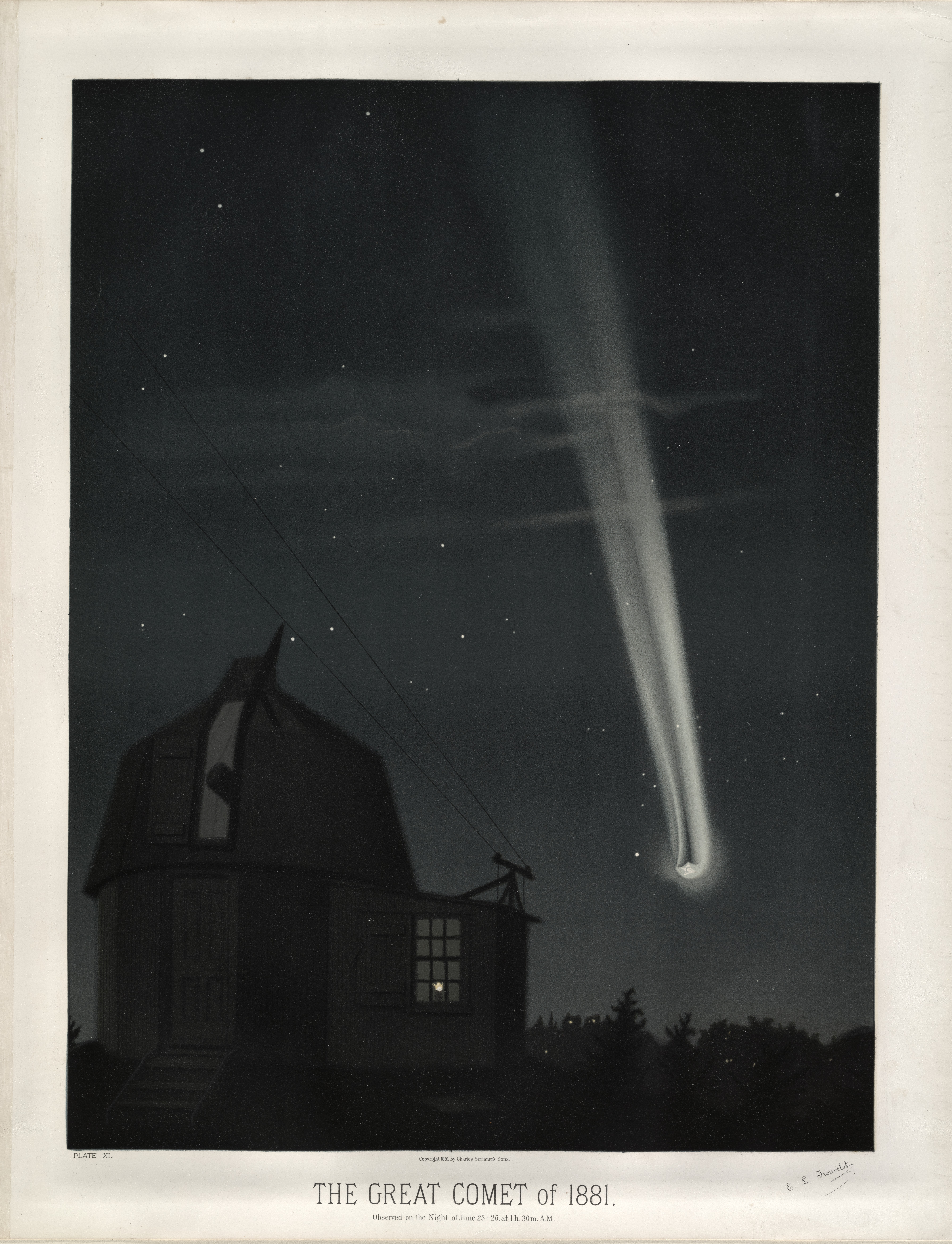
Der „große Komet“ von 1881 (C/1881 K1)
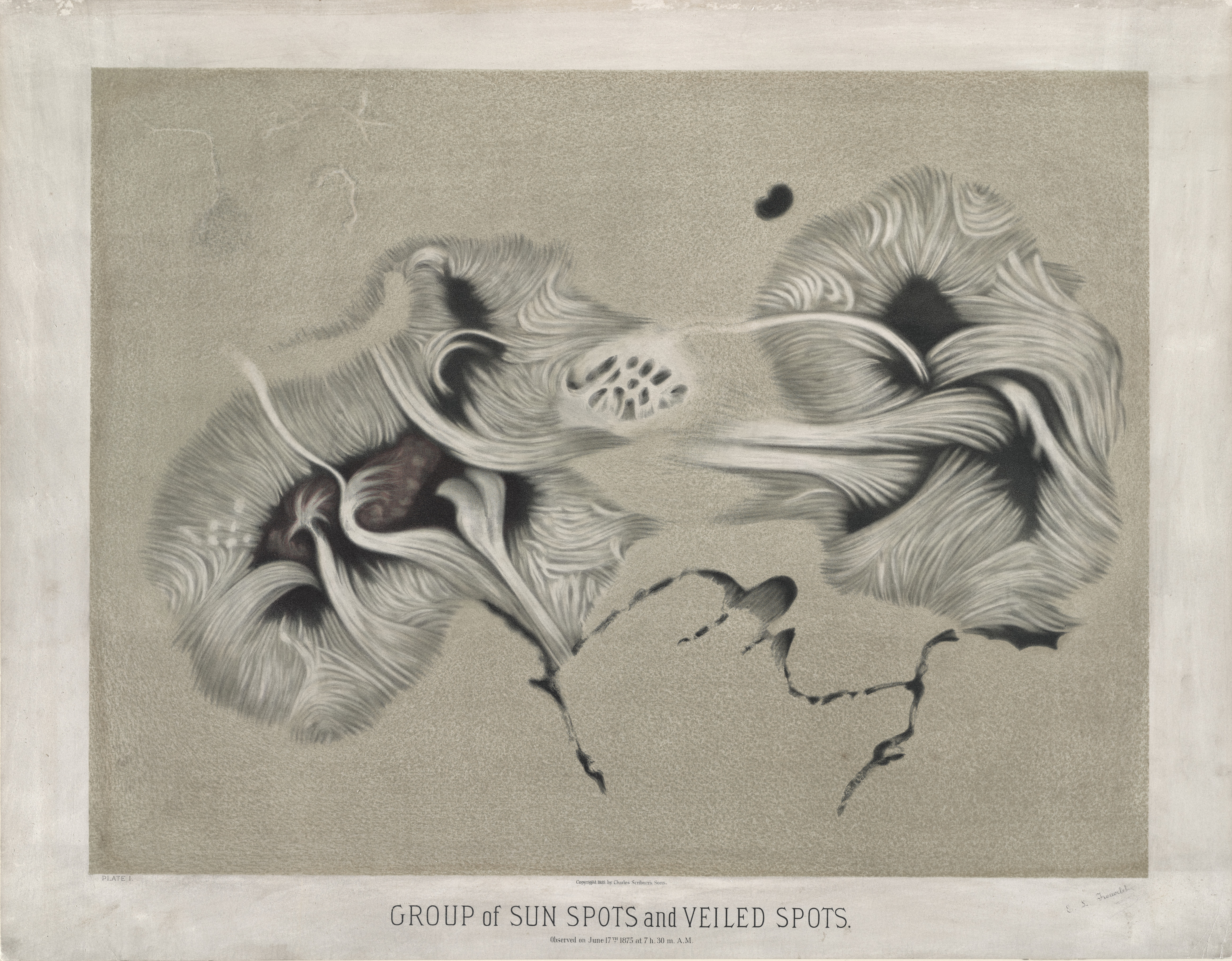
Gruppe von Sonnenflecken